# Quận Monroe, Alabama
Quận Monroe là một quận thuộc tiểu bang Alabama, Hoa Kỳ.
Quận này được đặt tên theo James Monroe, tổng thống Hoa Kỳ thứ 5. Theo điều tra dân số của Cục điều tra dân số Hoa Kỳ năm 2000, quận có dân số 24.324 người. Quận lỵ đóng ở Monroeville.